# Faith Evans
Faith Renee Evans (Lakeland, Florida; 10 de junio de 1973) es una cantante estadounidense de R&B y compositora de canciones, ganadora de un Premio Grammy. Ha vendido casi 8 millones de álbumes y sencillos en todo el mundo.

## Biografía
Nació en Florida, su padre es de ascendencia italiana y su madre afroestadounidense. Su padre era un músico que la abandonó cuando ella era muy joven. Creció en Newark, Nueva Jersey con su tía, Johnnie Mae, y su madre, Helene, que tuvo a Evans con tan solo 18 años. Faith comenzó a cantar en la iglesia a los dos años, y más tarde cantó en producciones musicales de la escuela. Fue una estudiante de honor en el instituto y ganó una beca para la Universidad Fordham. Sin embargo, abandonó tras un año para centrarse en su carrera musical. 
Se casó con el fallecido rapero de Brooklyn The Notorious B.I.G. con el que tuvo un hijo llamado Christopher Wallace Jr..

## Discografía

### Álbumes
| Año  | Título               | Posiciones en listas | Posiciones en listas | Certificación |
| Año  | Título               | EE. UU.              | Reino Unido          | Certificación |
| ---- | -------------------- | -------------------- | -------------------- | ------------- |
| 1995 | Faith                | 22                   | -                    | Platino       |
| 1998 | Keep the Faith       | 6                    | -                    | Platino       |
| 2001 | Faithfully           | 14                   | -                    | Platino       |
| 2005 | The First Lady       | 2                    | 22                   | Oro           |
| 2005 | A Faithful Christmas | 199                  | 70                   | N/A           |

### Sencillos
| Año  | Sencillo                                                           | Posiciones en lista | Posiciones en lista | Posiciones en lista | Posiciones en lista | Álbum                                       |
| Año  | Sencillo                                                           | US Hot 100          | US R&B/             | US Dance            | UK singles          | Álbum                                       |
| ---- | ------------------------------------------------------------------ | ------------------- | ------------------- | ------------------- | ------------------- | ------------------------------------------- |
| 1995 | "You Used to Love Me"                                              | 24                  | 4                   | -                   | 42                  | Faith                                       |
| 1995 | "Soon As I Get Home"                                               | 21                  | 3                   | -                   | -                   | Faith                                       |
| 1996 | "Ain't Nobody"                                                     | 67                  | 14                  | -                   | -                   | Faith                                       |
| 1996 | "Stressed Out" (A Tribe Called Quest con Faith Evans)              | -                   | -                   | -                   | -                   | Beats, Rhymes And Life                      |
| 1996 | "Kissing You"                                                      | 67                  | -                   | -                   | -                   | Waiting To Exhale Soundtrack                |
| 1996 | "Come Over"                                                        | -                   | 56                  | -                   | -                   | Faith                                       |
| 1996 | "I Just Can't"                                                     | -                   | -                   | -                   | -                   | High School High Soundtrack                 |
| 1997 | "I'll Be Missing You" (Puff Daddy con Faith Evans & 112)           | 1                   | 1                   | -                   | 1                   | No Way Out                                  |
| 1998 | "Love Like This"                                                   | 7                   | 2                   | -                   | 24                  | Keep the Faith                              |
| 1998 | "Heartbreak Hotel" (Whitney Houston con Faith Evans & Kelly Price) | 2                   | 1                   | 1                   | 25                  | My Love Is Your Love                        |
| 1998 | "All Night Long" (con Puff Daddy)                                  | 9                   | 3                   | 4                   | 23                  | Keep the Faith                              |
| 1999 | "Georgy Porgy" (Eric Benet con Faith Evans)                        | 55                  | 15                  | -                   | -                   | A Day In the Life                           |
| 1999 | "Never Gonna Let You Go"                                           | 17                  | 1                   | -                   | -                   | Keep the Faith                              |
| 1999 | "Lately I"                                                         | -                   | 78                  | -                   | -                   | Keep the Faith                              |
| 2000 | "Love Is Blind" (Eve featuring Faith Evans)                        | 34                  | 11                  | -                   | -                   | Let There Be Eve... Ruff Ryder's First Lady |
| 2001 | "Can't Believe" (con Carl Thomas)                                  | 56                  | 14                  | -                   | -                   | Faithfully                                  |
| 2001 | "You Gets No Love"                                                 | 38                  | 8                   | -                   | -                   | Faithfully                                  |
| 2002 | "I Love You"                                                       | 14                  | 2                   | -                   | -                   | Faithfully                                  |
| 2002 | "Burnin' Up" (con Missy Elliott)                                   | 60                  | 19                  | -                   | -                   | Faithfully                                  |
| 2002 | "Alone In This World"                                              | -                   | 73                  | -                   | -                   | Faithfully                                  |
| 2002 | "Brown Sugar" (Mos Def con Faith Evans)                            | -                   | 95                  | -                   | -                   | Brown Sugar Soundtrack                      |
| 2005 | "Again"                                                            | 47                  | 7                   | -                   | 12                  | The First Lady                              |
| 2005 | "Mesmerized"                                                       | -                   | 56                  | 1                   | 48                  | The First Lady                              |
| 2006 | "Tru Love"                                                         | -                   | 27                  | -                   | -                   | The First Lady                              |

## Historia de los Premios Grammy
Estadísticas de su carrera
- Ganados: 1
- Nominaciones: 5

| Año  | Categoría                                 | Género | Titule                | Resultado |
| ---- | ----------------------------------------- | ------ | --------------------- | --------- |
| 1997 | Mejor Actuación de Rap por un Dúo o Grupo | Rap    | "I'll Be Missing You" | GANADO    |
| 1998 | Mejor Actuación Vocal Femenina de R&B     | R&B    | "Love Like This"      | Nominado  |
| 1999 | Mejor Actuación de R&B por un Dúo o Grupo | R&B    | "Heartbreak Hotel"    | Nominado  |
| 2000 | Mejor Actuación de R&B por un Dúo o Grupo | R&B    | "Can't Believe"       | Nominado  |
| 2001 | Mejor Álbum de R&B Contemporáneo          | R&B    | "Faithfully"          | Nominado  |

## Filmografía
- Turn It Up (2000)
- The Fighting Tetions (2003)